# Hellgate (film, 1952)
Pour les articles homonymes, voir Hellgate.
Pour plus de détails, voir Fiche technique et Distribution.
Hellgate est un film américain en noir et blanc réalisé par Charles Marquis Warren, sorti en 1952.

## Synopsis
La prison de Hellgate est un établissement bien nommé dans le désert où les pires criminels sont envoyés. Hanley, vétérinaire et ancien soldat de la guerre civile, est faussement accusé et reconnu coupable d’un crime. 
À son arrivée, il devient l'ennemi de Voorhees, un gardien vicieux, et de Redfield, un bagnard. Hanley devra se battre pour s’en sortir, en particulier lorsque les prisonniers seront touché par une épidémie de peste…

## Fiche technique
- Titre : Hellgate
- Réalisation : Charles Marquis Warren
- Scénario : Charles Marquis Warren et John C. Champion
- Photographie : Ernest Miller
- Montage : Elmo Williams
- Musique : Paul Dunlap
- Producteur : John C. Champion (en)
- Société de production : Commander Films Corporation
- Société de distribution : Lippert Pictures
- Pays de production : États-Unis
- Pays d'origine : États-Unis
- Genre : western
- Format : noir et blanc — 35 mm — 1,37:1 — son : mono (Western Electric Sound System)
- Durée : 87 minutes
- Date de sortie :
  - États-Unis : 5 septembre 1952
  - France : 17 novembre 1958

## Distribution
- Sterling Hayden : Gilman S. Hanley
- Joan Leslie : Ellen Hanley
- Ward Bond : le lieutenant Tod Voorhees
- James Arness : George Redfield
- Robert J. Wilke : le sergent Kearn
- James Anderson : Vern Brechene
- Sheb Wooley : Neill Price
- Rory Mallinson : Banta
- Kermit Maynard : garde
- Parmi les acteurs non crédités :
- Timothy Carey : Wyand
- Edmund Cobb : Frank
- Frank Ellis : un citadin
- Rodd Redwing : Pima